# Juan de Silva, IV Conde de Portalegre
Juan de Silva (o João da Silva), IV Conde de Portalegre (Toledo, c. 1528 o 1532 – Madrid, abril de 1601) fue embajador de Felipe II en la corte portuguesa, y después gobernador y capitán general de Portugal. Es el tercer ingenio vivo que Miguel de Cervantes Saavedra (1547-1616) menciona en el “Canto de Calíope” incluido en el sexto libro de La Galatea (1585).

### Biografía
Juan de Silva nació en Toledo en 1528 o 1532. Fue hijo del matrimonio formado por Manrique de Silva y Beatriz (o Bitres) da Silveira. A pesar de la calidad y antigüedad de la estirpe de la familia, la hacienda de los Silva-Silveira no era tan productiva, pese a los gajes que percibía Manrique como maestresala del príncipe Felipe, esto apenas daba para vivir con esplendidez para la época. La muerte del marqués de Montemayor en 1539 dejó escasa herencia a su hijo, además que debía repartirla con sus cuatro hermanos.
Juan de Silva obtuvo en 1544, después de superar las pruebas de limpieza de sangre, un hábito de caballero de la Orden de Calatrava. Fallecido su padre al año siguiente, aún tuvo que sortear los reveses de la fortuna para alcanzar todo aquello que le había sido negado. Una de las primeras pruebas sucedió en 1548 cuando el príncipe Felipe marchó a Flandes y Juan no logró incorporarse a su cortejo. Hasta su regreso en 1551, Silva estuvo marginado de los favores que otros más afortunados sí recibieron.
En 1553 fue nombrado gentilhombre de la boca del entonces infante don Carlos, primogénito del príncipe Felipe. Era su primer gran responsabilidad después de haber servido como paje de éste desde 1538. Un lustro más tarde viajó a Flandes por breve tiempo para ejercer como hombre de armas en las últimas etapas de la guerra hispano-francesa. En 1559, quizá como recompensa a sus servicios, consiguió hacerse merecedor de la encomienda de Torroba, de la Orden de Calatrava.
De regreso a Castilla continuó en posesión de su asiento en la casa de don Carlos. Incluso cuando en 1564 quedó separada de la de su padre. Fueron aquellos años, pese a las extravagancias del heredero, los de mayor esplendor de la Corte española del Siglo de Oro. Juan compartía con muchos de sus compañeros de servicio, y con otros caballeros, las inquietudes eruditas que habían hecho de la Academia del duque de Alba, un referente ineludible de la cultura cortesana. En ella Silva tuvo ocasión de asentar su amplia cultura y forjar una amistad sincera y duradera con Cristóbal de Moura, Juan de Zúñiga, Juan de Idiáquez] y los marqueses de Poza y Velada, entre otros.
Con pocos recursos y sin haber tomado estado se aventuró a servir con sus caballos por espacio de dos años y medio en el presidio de Orán, uno de los destinos más arriesgados de la monarquía. Allí permaneció hasta 1571 cuando decidió regresar a la Corte.
Apenas unos años más tarde recibiría el encargo regio de acudir a Lisboa para comunicar al rey Sebastián I las objeciones que su tío Felipe II ponía a sus recientes aventuras africanas, como la reciente incursión portuguesa en Tánger, y para negociar su casamiento. El monarca luso recibió a Juan, designado embajador en sustitución de Juan de Borja, en Almeirim a finales de febrero de 1576. Las gestiones de Silva propiciaron el encuentro de ambos monarcas en el monasterio jerónimo de Guadalupe en Navidad.
A su regreso, el rey favoreció el matrimonio de Juan con Filipa de Silva, hija de Juan de Silva y de Margarita de Silva Almeida, además de nieta y heredera del tercer conde de Portalegre, Álvaro de Silva de Meneses, mayordomo mayor del Soberano portugués.
Silva, apenas concertado su matrimonio, dispuso sus armas para marchar al norte de África, formando parte del contingente castellano que acordó enviar Felipe II a su sobrino durante su segunda aventura africana. Lamentablemente, Sebastián encontraría la muerte, junto a buena parte de la aristocracia lusa, en la tristemente célebre jornada de Alcazarquivir, el 4 de agosto de 1578. Como tantos otros, Juan fue herido y hecho prisionero en Larache. Regresó a Castilla no sin antes haber procedido al pago de su rescate y acompañar el cadáver del rey hasta Ceuta. De esta acción volvió tullido, con un el brazo izquierdo mutilado, aunque no perdido, a consecuencia de un arcabuzazo.
En la Corte, su experiencia y su condición de señor de tierras en Portugal y mayordomo mayor de su real casa, hicieron del conde de Portalegre un valioso consejero para Felipe II. De tal modo que formó parte de varias juntas encargadas de exponer los derechos al trono luso del monarca castellano como heredero de mayor calidad. Tras la conquista de Portugal, Juan recibió la capitanía general ocupando además uno de los cinco asientos de la Gobernación colegida del reino, entre 1593 y 1600. No fueron del agrado del conde aquellas nuevas responsabilidades que nunca consideró adecuadas a su condición y servicios. Como en tantas otras ocasiones sus aspiraciones de ocupar alguna gran presidencia de Concejo o un asiento en el de Estado quedaron desatendidas. Tan sólo obtuvo satisfacción con la concesión de la encomienda de la Obrería de Calatrava en 1589.
Cuando su amigo Cristóbal de Moura fue encargado por Felipe III del gobierno de Portugal como virrey, Portalegre, relevado de sus responsabilidades, acudió a Valladolid para poder entrevistarse con el nuevo rey y solicitarle mercedes para sus hijos como recompensa a sus servicios pasados. El 11 de abril de 1601 testó en Madrid donde fallecía a los pocos días.

### Juan de Silva y Miguel de Cervantes
De acuerdo con Luis Astrana Marín, en el año de 1571 Juan de Silva se encontraba en Mesina. Ahí formaba parte del Tercio de Granada, comandado por Don Lope de Figueroa, bajo las órdenes de don Diego de Enríquez, junto con Adriano Aquaviva, Álvaro de Acosta, Martín de Benavides, Francisco de Ayala, Juan Contreras, Melchor de Morales y José de Peralta. Quien también se encontraba en esta ciudad, en ese mismo momento, era Miguel de Cervantes Saavedra, antes de embarcarse a la famosa Batalla de Lepanto, por lo que es posible que se hubieran conocido en esta ciudad. Cervantes lo incluye en su "Canto de Calíope" de La Galatea y se trata del tercer ingenio, del cual dice:
Del famoso JUAN DE SILVA os digo
Que toda gloria y todo honor meresce,
Así por serle Febo tan amigo,
Como por el valor que en él floresce.
Serán desto sus obras buen testigo,
En las cuales su ingenio resplandece
Con claridad que al ignorante alumbra

Y al sabio agudo a veces le deslumbra

### Obras escritas
1) Cartas de Juan de Silva, Conde de Portalegre, a Felipe II, Felipe III y sus ministros, desde 30 de abril de 1597 a 1 de enero de 1600. Siglo XVII. (Manuscrito digitalizado)
2) Cartas del conde de Portalegre a Cristobal Mora, virrey de Portugal (Manuscrito digitalizado) Nota de contenido: Copia de una carta de Felipe II a Catalina de Portugal fechada en 1568 (h. 22r-v). Descripción de Portugal de Juan de Silva (h. 22v-25)
3) Epistolario, 1572-1601 (Manuscrito digitalizado). Instrucción de D. Juan de Silva, Conde de Portalegre, a su hijo D. Diego cuando le envió a la Corte, incluyéndole otra que Juan de Vega dio a su hijo Hernando de Vega, cuando le envió a Flandes (h. 248-291v). Cartas del Duque de Feria a Clemente VIII y al Sacro Colegio de Cardenales sobre el libro que escribió el Cardenal César Baronio, que intituló la Monarchia de Sizilia. Mesina, 14 de enero de 1605 (h. 292-295)
4) Correspondencia del conde de Portalegre, gobernador de Portugal (Manuscrito digitalizado)
5) Epistolarios de Juan de Silva, Conde de Portalegre, y de Diego Hurtado de Mendoza (1503 1575), con otros documentos (Manuscrito digitalizado)
Posiblemente, también haya realizado la siguiente traducción:
6) Dell’ Unione del Regno di Portogallo alla corona di Castiglia (Génova, 1585; hemos tenido a la vista la edición de Venecia, 1642, de Geronimo [Franchi] Conestaggio